# Punto antisolar

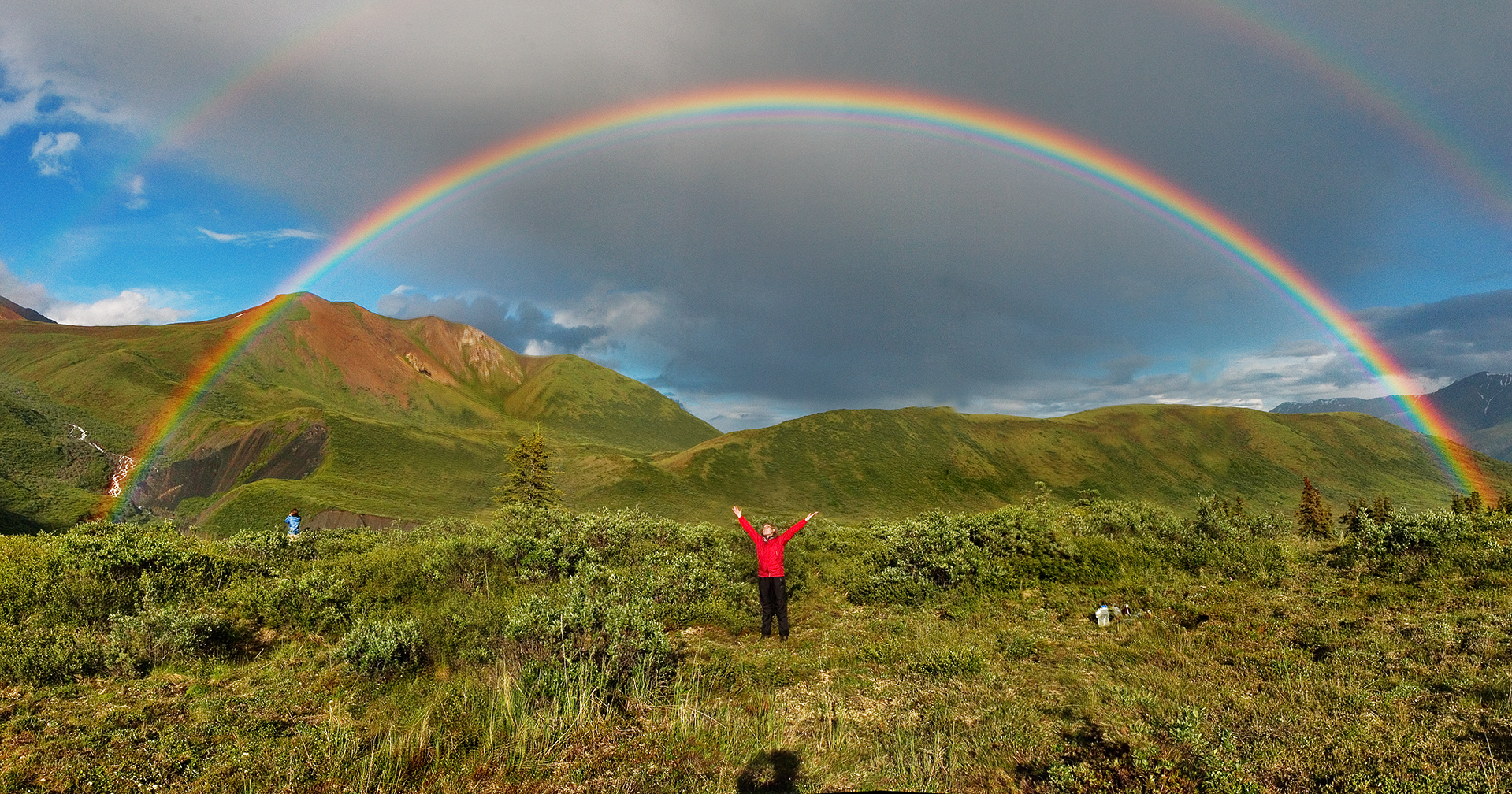
Un arco iris siempre está centrado alrededor del punto antisolar, que coincide con la sombra de la cabeza del observador, visto aquí en la parte inferior del marco.

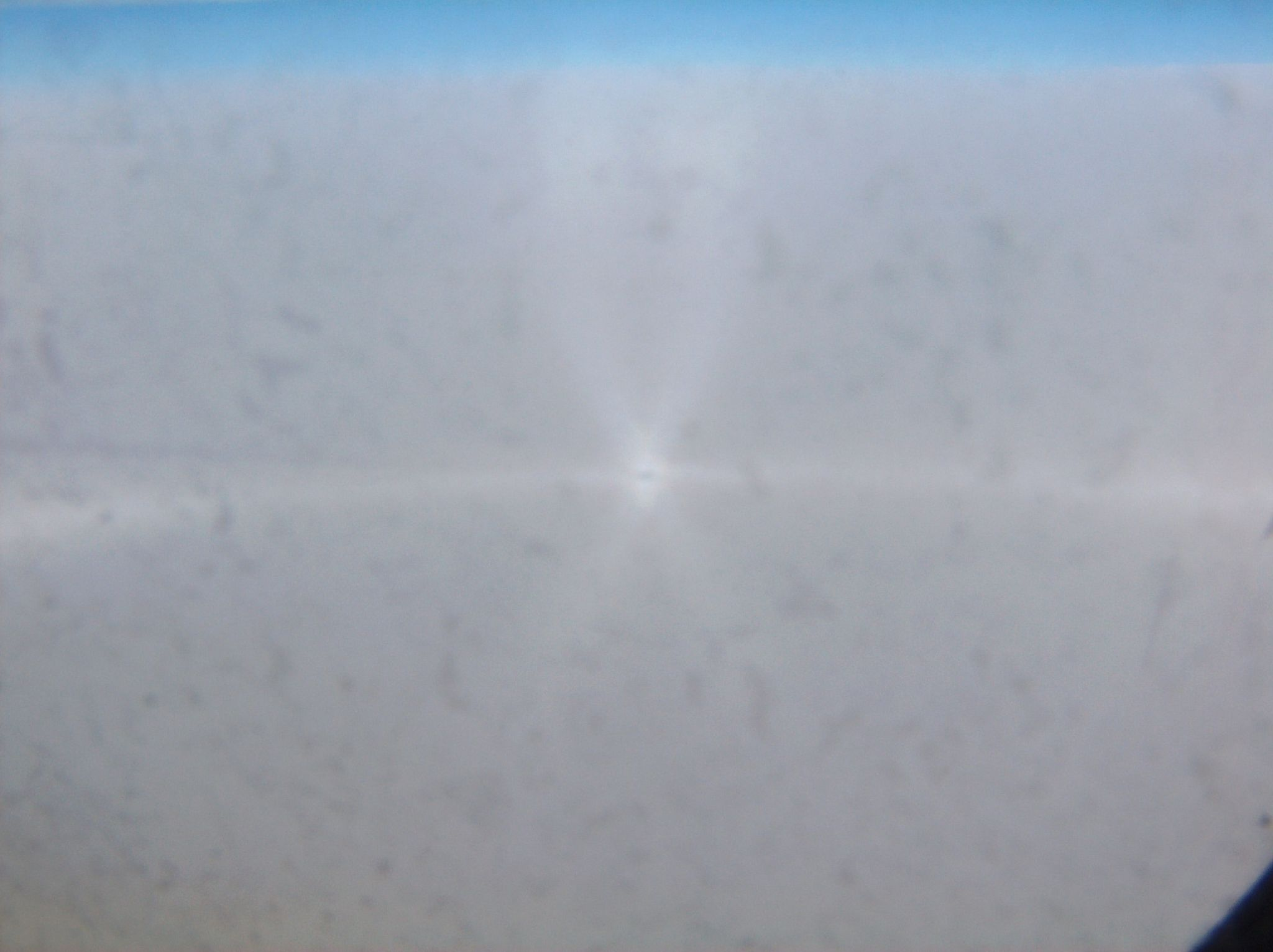
Centrada en el punto antisolar, esta foto presenta varios halos antisolares / subhorizontes, como se ve desde un avión.

El punto antisolar es el punto abstracto en la esfera celeste directamente opuesta al Sol desde la perspectiva de un observador. Esto significa que el punto antisolar se encuentra sobre el horizonte cuando el Sol está debajo, y viceversa. En un día soleado, el punto antisolar se puede encontrar fácilmente; se encuentra a la sombra de la cabeza del observador. Al igual que el cenit y el nadir, el punto antisolar no está fijo en el espacio tridimensional, sino que se define en relación con el observador. Cada observador tiene un punto antisolar que se mueve a medida que el observador cambia de posición. 
El punto antisolar forma el centro geométrico de varios fenómenos ópticos, incluidos los haloes subhorizontes, arcoíris, glorias, el espectro de Brocken y heiligenschein. Ocasionalmente, al atardecer o al amanecer, los rayos anticrepusculares parecen converger hacia el punto antisolar cerca del horizonte. Sin embargo, esta es una ilusión óptica causada por la perspectiva; en realidad, los "rayos" (es decir, bandas de sombra) corren casi paralelos entre sí.
También alrededor del punto antisolar, la gegenschein a menudo es visible en un cielo nocturno sin luna, lejos de las luces de la ciudad, que surge de la dispersión de la luz solar por el polvo interplanetario. En astronomía, la Luna llena o un planeta en oposición se encuentra cerca del punto antisolar. Durante un eclipse lunar total, la Luna llena entra en la umbra de la sombra de la Tierra, que el planeta proyecta en su atmósfera, en el espacio y hacia el punto antisolar. 

## Punto antihélico
El punto antihélico a menudo se usa como sinónimo del punto antisolar, pero los dos deben diferenciarse. Mientras que el punto antisolar está directamente opuesto al sol, siempre debajo del horizonte cuando el sol está arriba, el punto antihélico es opuesto pero a la misma elevación que el sol, y por lo tanto está ubicado en el círculo subparhélico. Hay varios fenómenos de halo que se centran o convergen en el punto antihélico, como el antelio, los arcos de Wegener, los arcos de Tricker y el círculo parhélico mismo.